# Chironomus aegyptius
Chironomus aegyptius är en tvåvingeart som först beskrevs av Jean-Jacques Kieffer 1913.  Chironomus aegyptius ingår i släktet Chironomus och familjen fjädermyggor.
Artens utbredningsområde är Egypten. Inga underarter finns listade i Catalogue of Life.